# Hernán (nombre propio)
Hernán es un nombre propio de varón en español. Tiene su origen en la cultura visigoda en la España medieval. Viene del gótico, cuya versión latinizada sería Fard-nanth, que significa viajero gentil o viajero espiritual, aunque también es un apócope de Fernando, de misma raíz, puesto que en castellano antiguo la letra f se transformó en h, letra muda.
De éste nombre deriva el apellido Hernández, muy popular en América Latina, la comunidad latina en los Estados Unidos y España, y que literalmente significa Hijo de Hernán. Éste apellido es de origen gótico.

## Variantes
- Arnan (del persa ارنان).
- Hernando
- Fernán
- Fernando
- Fernanda

## Santoral
- 15 de septiembre San Hernán, ermitaño anglosajón del siglo VI.
- Gobernante y protector de las luces y las sombras.
- Conocedor y practicante de las artes esotéricas y el misticismo.
- Patriarca de los patriarcas.
- Poseedor de innumerables riquezas espirituales y materiales.
- Se dice que fue bendecido por Dios con dos luces y dos sombras. "Una sombra para cada luz y una luz para cada sombra".
- Tradiciones: Ayuno en Pascuas.

## Personalidades

### Históricos
- Hernán Cortés (1485-1547), militar español de México en el siglo XVI.
- Hernán Núñez de Toledo (1475-1553), latinista, helenista, paremiógrafo, y humanista español.
- Hernán Ruiz el Joven (ca.1514-1569), arquitecto renacentista español afincado en Andalucía.

## Apellidos de personalidades
- Aaron Hernández, jugador de futbol americano, condenado por homicidio.
- Javier Hernández Bonett, periodista colombiano.
- Mario Hernández Sánchez, historiador español.
- Bertha Hernández de Ospina, primera dama de Colombia (1946-1950).
- Mariano Ospina Hernández, diplomático colombiano de la familia Ospina.
- Claudia López Hernández, alcaldesa de Bogotá (2020-2023).